# Phare de Sankt Peter-Böhl
Le phare de Sankt Peter-Böhl (en allemand : Leuchtturm Sankt Peter-Böhl) est un phare actif situé près de la station balnéaire et thermale de Sankt Peter-Ording (Arrondissement de Frise-du-Nord - Schleswig-Holstein), en Allemagne. Il est géré par la WSV de Tönning .

## Histoire
Le phare  a été mis en service en 1892, au sud-ouest de la péninsule d'Eiderstedt marquant l'estuaire de l'Eider. Sa lanterne a été ajoutée en 1914. Il est placé à environ 3 km au sud-est de Sankt Peter-Ording et à 30 km à l'ouest de Tönning.

## Description
Le phare  est une tour cylindrique en briques rouges de 18 m de haut, avec une galerie et une lanterne. La tour est non peinte et la lanterne est noire avec un toit pointu. Il émet, à une hauteur focale de 23 m, deux longs éclats blancs et rouges, selon direction, de 2 secondes par période de 15 secondes.
Sa portée est de 16 milles nautiques (environ 30 km) pour le feu blanc, 13 milles nautiques (environ 24 km) pour le rouge.
Identifiant : ARLHS : FED-231 ; 3-07180 - Amirauté : B1624 - NGA : 10596.

## Caractéristiques dufeu maritime
Fréquence : 15 secondes (WR)
- Lumière : 2 secondes
- Obscurité : 3 secondes
- Lumière : 2 seconde
- Obscurité : 8 secondes

|          |
| Le phare |

|          |
| Le phare |

### Lien connexe
- Liste des phares en Allemagne